# マイクロツーリズム
マイクロツーリズムとは、自宅から1時間から2時間圏内の地元または近隣への宿泊観光や日帰り観光を指す。マイクロツーリズム商圏内の人口規模が小さい地域もあるが、リピート利用の潜在性は高く市場規模が小さいとは限らない。繰り返し利用してもらう仕組みを持つことで持続可能で安定したマーケットになる。

## 歴史的背景

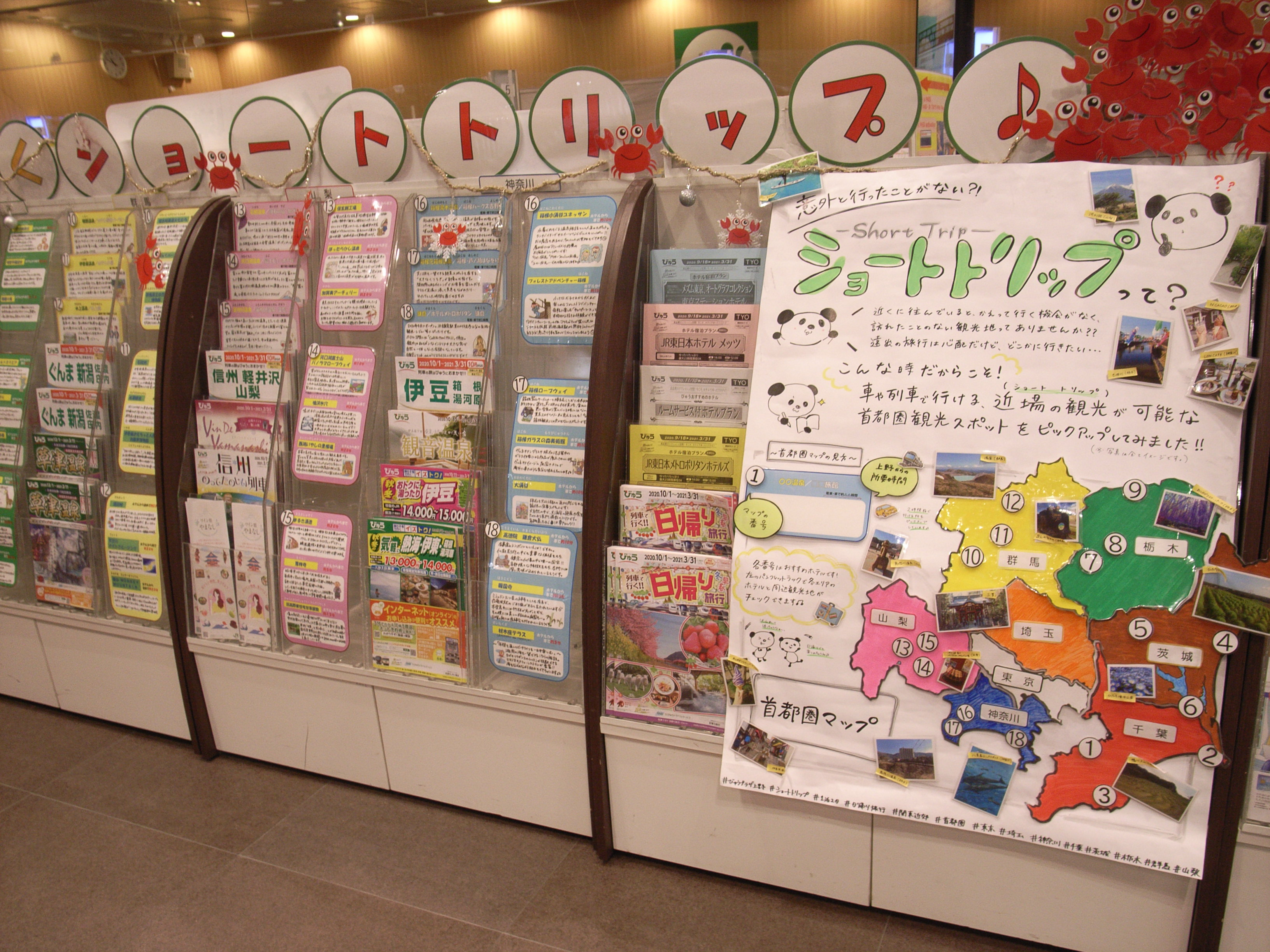
マイクロツーリズムの提唱をうけ、在来線で行ける首都圏への「ショートトリップ」を勧めるJR東日本

1970年代以前は、日本の温泉地や観光地の市場の大半はマイクロツーリズムであったとされている。その後、高速道路、新幹線、そして格安航空便（LCC）の充実にともない、遠距離への観光が手軽になり、マイクロツーリズム市場の規模は縮小に転じてきた。観光地にとっても遠方の広い範囲を市場とすることで、国内の大都市圏、そして近年では訪日外国人客（インバウンド）などの大きな市場からの集客が可能になり、国内観光産業の業績の向上につながってきた。

## コロナ禍での提唱
2020年に世界各国で新型コロナウイルスの感染が拡大し、国際的な移動制限とともに、国内においても県をまたぐ移動の自粛が求められた結果、日本の観光産業は大打撃を受けた。コロナ禍が２年程度の長期で続くと予測される中で、観光産業が生き残っていくための方法の1つとして、星野リゾート代表の星野佳路がマイクロツーリズムへの注力を提唱した。

## コロナ禍のマイクロツーリズムの利点
1. Withコロナの時期には、安全なイメージがある自家用車での旅行、短時間移動の旅行から回復してくる。
2. 日本全国各地で一定量の市場規模が存在している。
3. 他地域へのコロナウイルス拡散につながりにくい。
4. 大都市圏での感染拡大期においても、感染が抑制されている地域では需要を安定的に維持できる可能性があり、国内観光産業へのダメージを軽減できる。

## Withコロナ期のマイクロツーリズム政策への提言

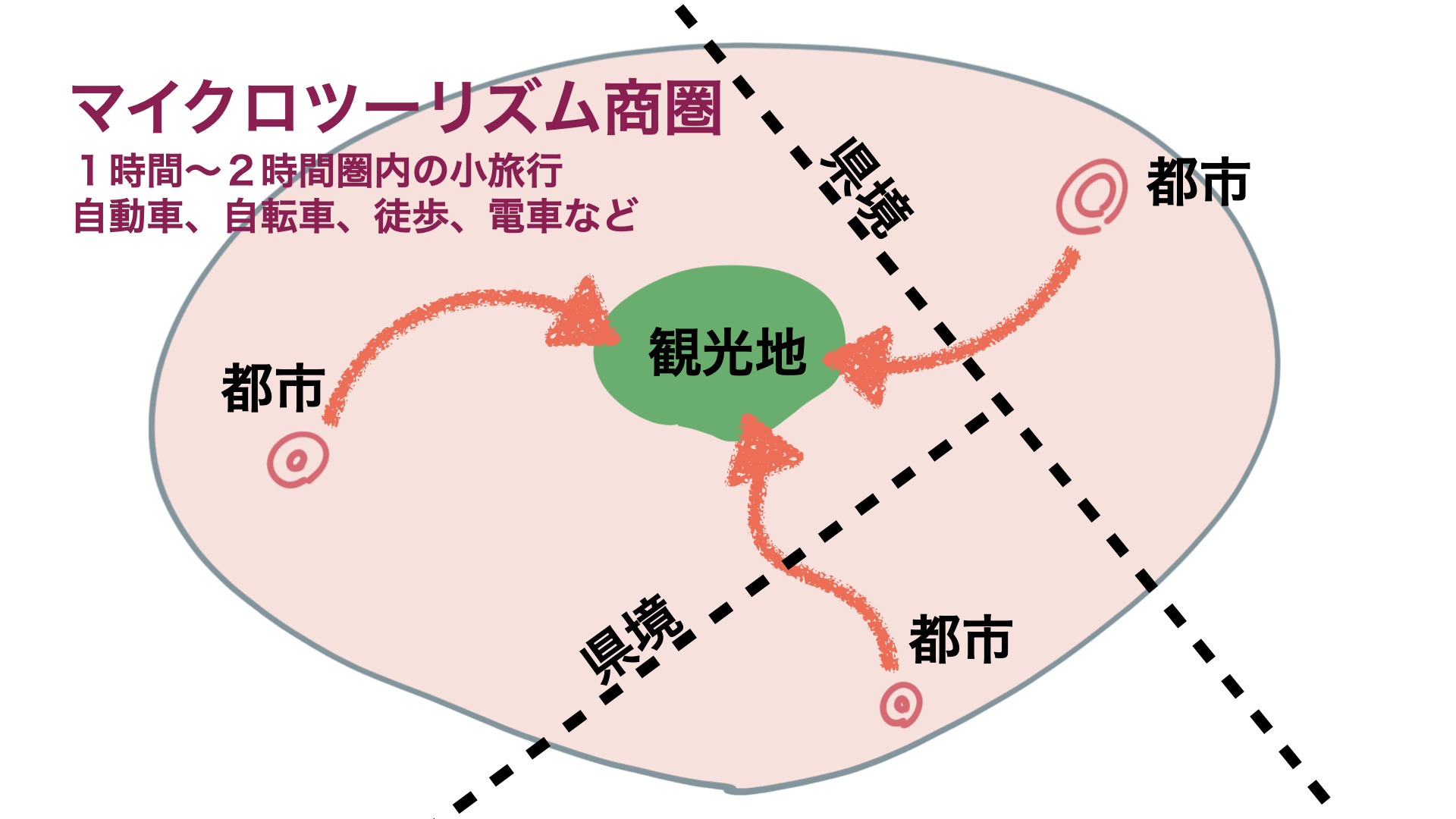
感染拡大防止と地域経済を両立する観光

1. 感染拡大防止と地域経済を両立する観光2020年4月に日本で発出された緊急事態宣言では全国一律で県境が閉ざされた結果、4月と5月の観光市場は、場所によっては売上が90％減とかつてない規模で市場が減少した。星野佳路氏はマイクロツーリズム商圏は県境をまたいで存在するものが多いとし、緊急事態宣言等の移動自粛要請を発出する際はマイクロツーリズム商圏を考慮して決め細い自粛のあり方を進めることで、地域の観光産業に与える経済的打撃の軽減が期待されると提言。
2. 2020年５月下旬に緊急事態宣言が解除されたあと、全国の道府県が住民に対して地域旅行券やクーポンなどを発行することによって、域内の観光産業をサポートする策を打ち出した。これは一定の効果があった一方で、マイクロツーリズム商圏を県境で分断してしまう副作用もあり、本来はマイクロツーリズム商圏に存在する複数の府県が協力して観光市場を維持する政策に取り組むことが、拠出する税金に対して最も高い経済効果が得られると提言。

## マイクロツーリズム政策事例
1. 広島県尾道市「おのみちGO(ゴー)！GO(ゴー)！キャンペーン」
中国5県及び愛媛県というマイクツーリズム商圏在住者に対して、尾道市内の宿泊施設にキャンペーンを利用して宿泊する顧客に対して一人当たり5,000円の特典（宿泊プラン2,000円分のプレミア、飲食店1,000円分を2枚とお土産店1,000円分を1枚のクーポン券）を5,000人分提供した。 [2]
2. 青森県弘前市「食べて泊まって弘前応援キャンペーン」
青森県、秋田県または岩手県に在住する顧客を含む個人またはグループを対象に、特定の団体に登録している弘前市内の宿泊施設に宿泊する顧客に対して1人1泊2,000円の割引（最大3連泊まで利用可）の割引を適用している。 キャンペーンを利用して宿泊した顧客に1人1泊2,000円分の飲食券を併せて配布している。 [3]